# قطعنامه ۱۰۲۰ شورای امنیت
قطعنامه  ۱۰۲۰ شورای امنیت سازمان ملل متحد که در تاریخ ۱۰ نوامبر ۱۹۹۵ تصویب شد، سندی بین‌المللی دربارهٔ لیبریا است. این قطعنامه طی نشست ۳۵۹۲ام با ۱۵ رای موافق، ۰ مخالف و ۰ ممتنع تصویب شد.